# Vasco do Sameiro
 (novembre 2023).
Si vous disposez d'ouvrages ou d'articles de référence ou si vous connaissez des sites web de qualité traitant du thème abordé ici, merci de compléter l'article en donnant les références utiles à sa vérifiabilité et en les liant à la section « Notes et références ».
Vasco Santiago Ribeiro Pereira do Sameiro, dit O Rei de Villa Real, né le 3 mars 1906 à Rossas (Vieira do Minho) et décédé le 27 juin 2001 à Braga à 95 ans, est un ancien pilote automobile portugais.

## Biographie
Considéré comme l'un des tout meilleurs pilotes lusitaniens avant-guerre, sa carrière en sport automobile s'étala de 1932 (débuts victorieux sur Invicta à Vila Real, son circuit « fétiche ») à 1955 (pilote évoluant sur Ferrari à partir de 1950), année où il fut victime d'un sérieux accident à bord de sa Ferrari 750 « Monza »  avec Casimiro de Oliveira lors du Grand Prix du Portugal au Circuito Urbano da Boavista à Porto (vainqueur Jean Behra).
(nb : Gaspar do Sameiro gagna à Vila Real en 1931 sur Ford A, et Roberto do Sameiro remporta la même année la course de côte de Penha (Guimarães) sur Alfa Romeo 6C-1750)

## Palmarès (entre autres)

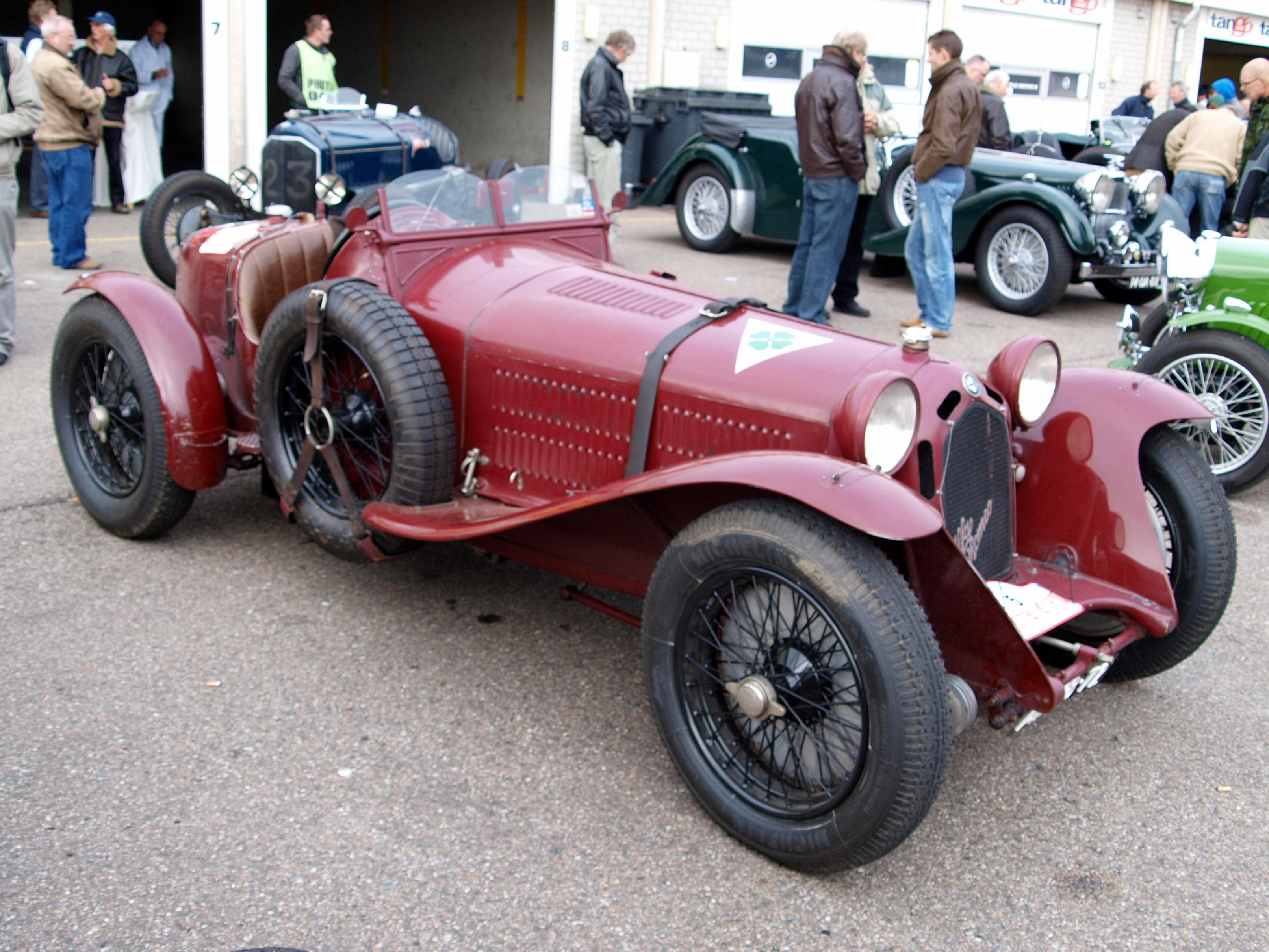
Une Alfa Romeo « Monza » 8C 2300, voiture que do Sameiro conduisit de 1933 à 1938.

Grand Prix internationaux (2 victoires) :
- Circuit de Vila Real, en 1936 et 1937 sur Alfa Romeo 8C 2300 (également vainqueur en 1932, 1933 et 1938) ;
  - 2e du Grand Prix de Penya-Rhin, en 1933 sur Alfa Romeo 8C 2300 (au circuit de Montjuïc, près de Barcelone) ;
  - 4e du Grand Prix de Rio de Janeiro, en 1937 sur  Alfa Romeo 8C 2300 (à Gávea) ;
  - 4e du Grand Prix de Penya-Rhin, en 1954 sur Ferrari 735 « Monza » ;

Courses de côte :

- Penha (Guimarães), en 1933 sur Alfa Romeo 8C 2300[1].

Victoires Sport notables :

- Vila do Conde, en 1952 sur Ferrari 225 S ;
- Rio de Janeiro, en 1953 sur Ferrari 225 S (à Maracana) ;
- Rio de Janeiro, en 1955 sur Ferrari 735 « Monza ».